# دينو (سيارة رياضية)

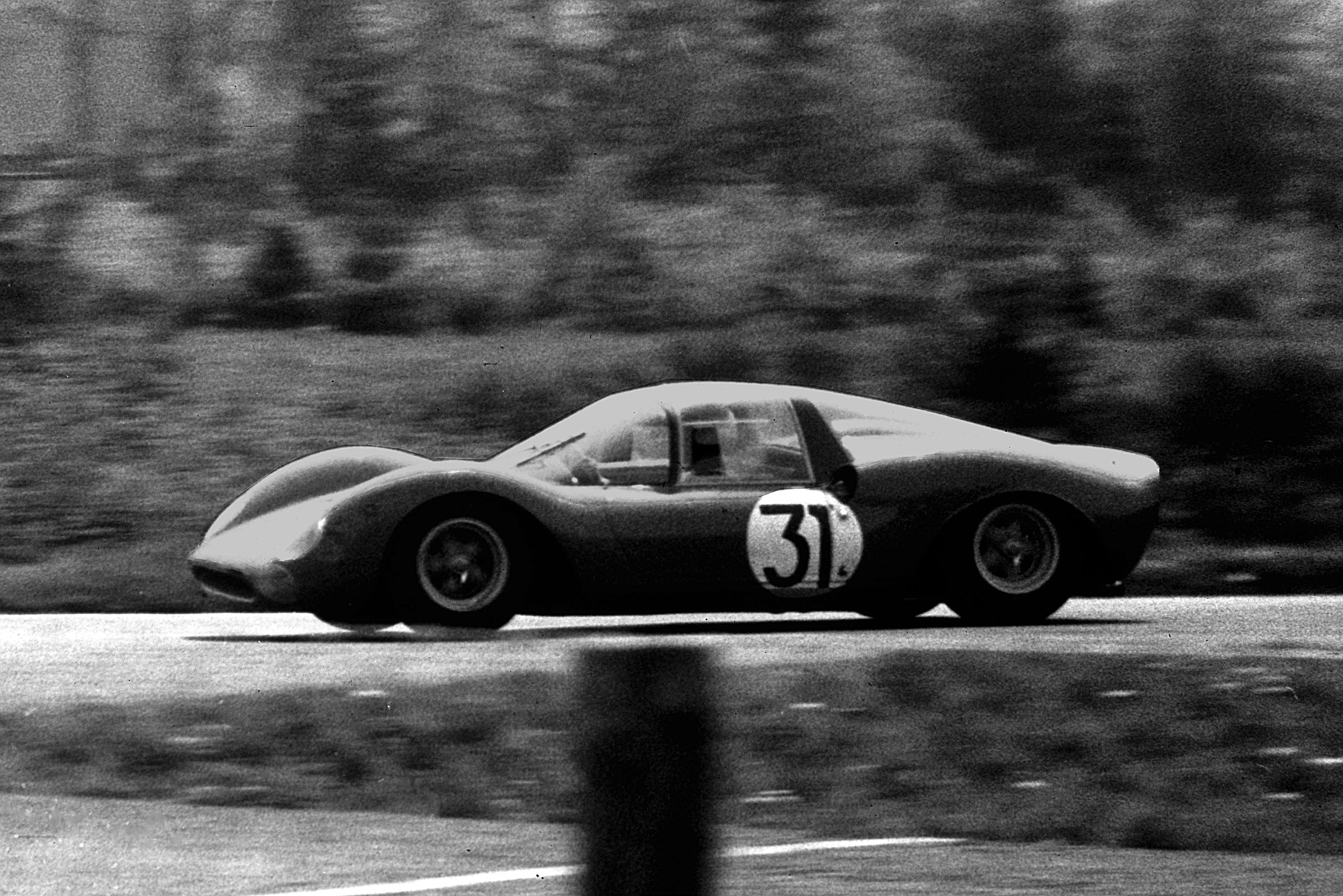
سيارة دينو عام 1965م من نوع فيراري دينو

دينو (بالإيطالية: Dino)‏ ، هي سلسلة سيارة السباق التي طورها دينو التابع لشركة فيراري الإيطالية، بدأت إصدارها الأول عام 1968م، وآخر إصدارة دينو كانت عام 1976م، وقد شاركت في بطولة فورمولا ون في فترة الستينات والسبعينات من القرن العشرين.

## وصلات خارجية
- Club Dino Italia فيراري, Fiat, Lancia Stratos
- Dino UK Ferrari, Fiat, Lancia Stratos
- Dino Register
- Jalopnik – pictures of what appears to be a Ferrari Dino mule.
- CarAdvice – Picture of a Ferrari Dino undergoing testing on a race track.